# Limenitis lucina
Limenitis lucina är en fjärilsart som beskrevs av Butler 1872. Limenitis lucina ingår i släktet Limenitis och familjen praktfjärilar. Inga underarter finns listade i Catalogue of Life.